# Striene
De Striene was een water dat tot in de late middeleeuwen liep tussen de toenmalige beddingen van de rivieren de Schelde en de Maas.

## Betekenis van de naam
De naam wordt in verband gebracht met het woord 'strijken' en met het Latijnse woord stria, dat 'gleuf' of 'geul' betekent. Er wordt ook verband gelegd met het woord 'struinen', dus 'lopen zonder een vaste richting aan te houden', wat zou kunnen wijzen op een onduidelijk of veranderlijk beloop van het water.

## Historie
Voor het eerste kwart van de 13e eeuw was de Striene een nog bestaande scheepvaartroute van de Schelde naar de Maas, maar bij de verdere uitbreiding landinwaarts van de steeds grotere zeearmen is het beloop sterk aangetast. Rond 1250 werd de Striene doorbroken door de uitbreiding van een zeearm die op dat moment nog maar 30 jaar bestond, het latere Haringvliet. Na de vernietigende Sint-Elisabethsvloed in 1421 zijn de waterlopen in de Maas- en Rijndelta drastisch gewijzigd en werd het water de Striene van de kaart geveegd.

## Reconstructie van het vroegere beloop
De Schelde volgde in de middeleeuwen nog het traject van de huidige Oosterschelde. Het water de Striene liep als een zijarm door het eiland Tholen dwars door het huidige gehucht Strijenham en door de Nieuw-Strijenpolder en de Oud-Strijenpolder naar het noorden. Het traject liep door het huidige Volkerak en het Hellegat en stroomde westelijk van Numansdorp verder door de Hoeksche Waard. Daar stroomde het water uit in de nu grotendeels verdwenen bedding van de Maas bij het later eveneens verdwenen Strienemonde. Dat was gelegen tussen de plaatsen Westmaas en Oud-Beijerland, iets ten westen van het laatste restant van de oude Maasbedding: de Binnenbedijkte Maas. Men treft er nu alleen akkers aan. Een nog bestaande voormalige zijarm van de Striene is de Eendracht, tegenwoordig onderdeel van het Schelde-Rijnkanaal.

## Oorzaken van de verdwijning van de Striene
Er wordt een verband gelegd tussen het verdwijnen van het water de Striene en menselijke activiteit in het land tussen de Striene en de Noordzee. Waar de bewoners bestaande veenpakketten ontwaterden ten behoeve van de landbouw en veeteelt, daalde het land als gevolg van inklinking en oxidatie van het veen. Het lager gelegen land werd kwetsbaar voor overstromingen vanuit zee en het zeewater doordrenkte het veen met zout.
Het zout werd middels profijtelijke 'moernering' of 'darinkdelven' gewonnen, maar daarmee daalde het land nog verder en schuurden de afwateringskreken bij nieuwe overstromingen uit tot zeearmen en het landschap veranderde in een gebied vol eilanden en slikken. Dit hele proces van ontwatering van het veen en zoutwinning schoof in een tempo van 35 km per eeuw (of 1 meter per dag) op van de kuststrook landinwaarts tot aan de zandgronden van Roosendaal en Breda. Uiteindelijk bereikten ook de zeearmen het stroomgebied van de Striene.

## Afwijkende opvattingen
Sommigen wijzen het vroegere bestaan van een water de Striene als verbinding tussen de Schelde en de Maas af en aanvaarden slechts het historisch bestaan van een water de Striene op de plek van het huidige Hollandsch Diep.

## Trivia
- In het dorp Strijen spreekt men de eigen plaatsnaam vanouds uit als Strien.
- De plaatsnamen Strijen, Strijensas en Strijenham herinneren net als de veldnamen Oud-Strijenpolder, Nieuw-Strijenpolder en Cromstrijen aan de rivier.
- De plaats Steenbergen heet in de carnavalstijd Strienestad en er is een carnavalsvereniging 'De Strienespuiters'.